# Азап Аро
Азап Аро (фр. Asasp-Arros) насеље је и општина у југозападној Француској у региону Аквитанија, у департману Атлантски Пиринеји која припада префектури Олорон Сен Мари.
По подацима из 2011. године у општини је живело 496 становника, а густина насељености је износила 21,03 становника/km². Општина се простире на површини од 24 km². Налази се на средњој надморској висини од 300 метара (максималној 1.093 m, а минималној 243 m).

## Демографија
| 1962. | 1968. | 1975. | 1982. | 1990. | 1999. | 2011. |
| ----- | ----- | ----- | ----- | ----- | ----- | ----- |
| 434   | 395   | 566   | 564   | 601   | 547   | 496   |

График промене броја становника у току последњих година